# Teizo Ihmori

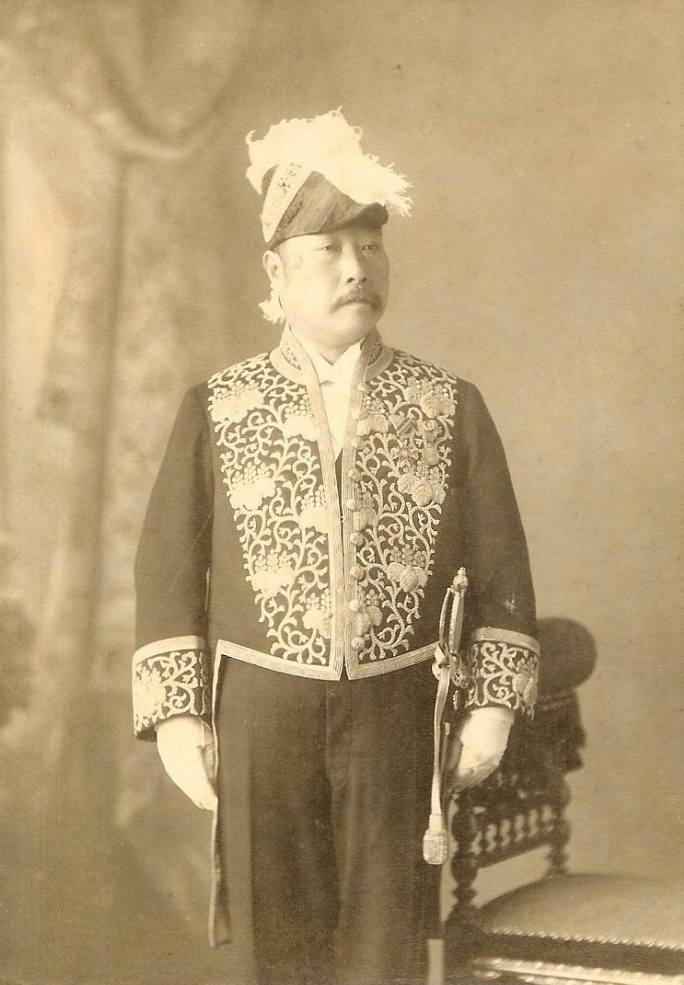
Teizo Ihmori

Teizo Ihmori (* 24. August 1851 in der Provinz Hizen, Japan) war ein japanischer Konstrukteur von Mikrowaagen.
Er promovierte 1866 in Freiburg im Breisgau mit der Arbeit Gewicht und die Ursache der Wasserhaut bei Glas und anderen Körpern. Dazu hatte er mit Emil Warburg eine Balkenwaage mit einer bis dahin unbekannten Genauigkeit konstruiert. Sie war versehen mit einer Spiegelablesung und gab bei 0,6 g Belastung für 0,1 mg einen Ausschlag von 30 Teilstrichen. Wurden 50 Teilstriche nicht überschritten, so waren Ausschlag und Übergewicht proportional. Hiermit machte er Untersuchungen über die Adsorption von Wasser auf Glasflächen. Die Empfindlichkeit reichte jedoch nicht aus, um die auf Platin adsorbierte Wasserhaut nachzuweisen.

## Veröffentlichungen
- Ueber die Aufnahme des Wasserdampfes durch feste Körper. In: Ann. Phys. Chem. Band 31, 1887, S. 1006–1014 (m. Warburg)[4]
- Ueber die Aufnahme des Quecksilberdampfes durch Platinmohr. In: Ann. Phys. Chem.. Band 28, 1886, S. 81–86.